# Hans-Peter Friedrich
Pour les articles homonymes, voir Friedrich.
Hans-Peter Friedrich, né le 10 mars 1957 à Naila, est un homme politique allemand, membre de l'Union chrétienne-sociale en Bavière (CSU).

## Éléments personnels

### Formation
Après avoir passé son Abitur à Naila puis accompli son service militaire, il poursuit des études supérieures de droit, qu'il débute à l'université Louis-et-Maximilien de Munich et termine à l'université d'Augsbourg. Il obtient ses deux diplômes juridiques d'État en 1983 et 1986, puis un doctorat en droit en 1988.
Au cours de son cursus à l'université d'Augsbourg, il a suivi des cours préparatoires de sciences économiques à la FernUniversität de Hagen.

### Carrière
Il commence à travailler en 1988 comme conseiller gouvernemental du ministère fédéral de l'Économie, avant de rejoindre, deux ans plus tard, le département d'économie de l'ambassade d'Allemagne à Washington DC, avec le grade de conseiller ministériel. Il revient cependant en Allemagne dès 1991 afin de devenir associé de recherche auprès du groupe CDU/CSU au Bundestag. En 1993, il est nommé secrétaire personnel du député fédéral Michael Glos, président du groupement provincial de la CSU.

### Vie privée
Il est marié, père de trois enfants et de confession protestante.

## Activité politique

### Député fédéral
Membre de la Junge Union à partir de 1974 et de la CSU depuis 1975, il est élu député fédéral au Bundestag en 1998 et devient un an plus tard vice-président de la commission d'enquête sur le financement des partis politiques et vice-président de la CSU du district de Haute-Franconie. Après les élections de 2002, il est désigné juriste du groupe CDU/CSU et vice-président de la commission d'enquête sur la fraude électorale.
En 2005, il est promu vice-président du groupe CDU/CSU, chargé des Transports, des Travaux publics, du Développement urbain, du Tourisme et de la Politique communale. Il est porté, après les élections fédérales allemandes de 2009, à la présidence du groupement provincial de la CSU en remplacement de Peter Ramsauer, devenu ministre fédéral des Transports.

### Ministre de l'Intérieur
Hans-Peter Friedrich est nommé, le 2 mars 2011, ministre fédéral de l'Intérieur lors du remaniement ministériel (dans le Cabinet Merkel II) consécutif à la démission du ministre fédéral de la Défense, Karl-Theodor zu Guttenberg. Il est alors le premier chrétien-social nommé à ce poste depuis 1982. Il entre en fonction le lendemain et crée aussitôt la polémique en déclarant que « Rien dans l'Histoire ne démontre que l'islam appartient à l'Allemagne », s'attirant les critiques du président fédéral, Christian Wulff, de la ministre fédéral de la Justice, Sabine Leutheusser-Schnarrenberger, et de l'opposition de centre gauche.

### Ministre de l'Agriculture
Lorsque Ilse Aigner est nommée vice-ministre-présidente de la Bavière le 30 septembre 2013, il devient ministre fédéral de l'Agriculture par intérim. Le 17 décembre suivant, il est titularisé en tant que ministre fédéral de l'Alimentation et de l'Agriculture dans le cabinet Merkel III. À cette occasion, son prédécesseur au ministère de l'Intérieur, Thomas de Maizière, lui succède, tandis que son nouveau département perd les compétences touchant à la protection des consommateurs, transférées au ministère de la Justice.
Il annonce sa démission lors d'une conférence de presse le 14 février 2014. Quelques heures auparavant, il avait en effet reconnu avoir informé au mois d'octobre 2013 Sigmar Gabriel, président fédéral du SPD, d'une enquête en cours au sujet d'un député de Basse-Saxe, Sebastian Edathy, concernant des faits liés à la pédopornographie et perdu la confiance d'Angela Merkel. Réagissant à ces révélations, le procureur de Hanovre, chargé de l'enquête, a déclaré qu'il n'en revenait pas que le ministre fédéral de l'Intérieur ait agi de la sorte.